# Schlimbach-Preis
Der Schlimbach-Preis wurde herausragenden Seglern zur Anerkennung besonderer Leistungen in Erinnerung an den Kieler Segler Ludwig Schlimbach (* 18. September 1876, München; † 13. Januar 1949) vom Kieler Yacht-Club (KYC) verliehen. Mit der Stiftung des Preises sollte der deutsche Hochseesegelsport gefördert werden.

## Geschichte
Der Schlimbach-Preis galt als höchste deutsche Auszeichnung im Hochseesegeln. Die Trophäe ist der sogenannte Kronenkompass aus dem Jahre 1937, ein „von unten“ abzulesender Kompass, der anstatt an der Kajütdecke hängend, unter eine silberne Krone montiert ist. Er wurde im November 1937 Ludwig Schlimbach von der „Marinestadt“ Kiel für besondere Verdienste verliehen.
Nach dem Tod Schlimbachs 1949 wurde gemäß seinem Vermächtnis der Kronenkompass als Ehrenpreis gestiftet und erstmals 1953 verliehen. Schlimbach verfasste dazu folgendes:

„Der mir von der Stadt Kiel gewidmete „Kronenkompaß“ geht als „Schlimbach-Gedächtnis-Preis“ an den Yachtklub von Deutschland und soll alljährlich demjenigen Yachtsegler (Führer der Yacht) zuerkannt werden, der im abgelaufenen Jahr – immer von meinem Todestag rechnend – die größte Strecke unter Segel (ohne Motorbenutzung) in Nordsee, Atlantik, Mittelmeer und weiter zurückgelegt hat. Kanal, Ostsee und Flußfahrt zählen nicht.“

Schon für die erste Vergabe 1953 wurden die im Vermächtnis festgelegten Vergabekriterien grundlegend geändert: Nicht der Hochseesegler mit der objektiv weitesten Reise sollte ausgezeichnet werden, sondern derjenige, der die subjektiv „herausragendste seemannschaftliche Leistung“ vollbracht hatte. Für Schlimbach war jedoch der erfolgreiche Abschluss der weitesten Reise der implizite Beweis für herausragende Seemannschaft. Es war für ihn unvorstellbar, dass eine „weiteste Reise“ mit mangelhafter Seemannschaft erfolgreich abgeschlossen werden kann. Die Umwidmung erfolgte, um einer bloßen Rekordjagd entgegenzuwirken. Diese Zielsetzung erschien vielen mit dem Lebens- und Stiftungsziel Schlimbachs, dem deutschen Hochseesegelsport zu mehr Ansehen zu verhelfen, kaum vereinbar.
Folglich wurden Leistungen im Rahmen von Regatten grundsätzlich nicht berücksichtigt, da man Regatten per se für unseemännisch erklärte, weil die Entscheidungen der Schiffsführung auch andere als nautische Beweggründe haben können.
Des Weiteren wurden Alleinfahrten / Einhandsegeln abgelehnt. Dies geschah sowohl aus politischen Gründen (Segeln sollte als Sport beherzter deutscher Männermannschaften präsentiert werden) als auch aus sozialen (ein Egoist in einem Boot, wo doch so viele gerne mitsegeln wollen) und seemännischen Gründen (bewusstes Eingehen von Risiken, die es mit einer Mannschaft nicht geben würde). Auch mit dieser Haltung war die Jury des Schlimbach-Preises charakterbildend für den deutschen Segelsport nach dem Krieg bis heute. Dass Schlimbachs bekannteste Leistung jedoch eine Einhand-Atlantiküberquerung  war, überging man dabei. Erst als in der Öffentlichkeit die Leistungen von Einhandseglern mit zunehmender Bewunderung wahrgenommen wurden, weichte dieses Ausschlusskriterium langsam auf.
Auch behielt sich die Jury vor, die Auswahl des verwendeten Fahrzeugs nach seemannschaftlichen Kriterien zu bewerten, also nicht das Boot selbst, sondern den Umstand, dass es für diese Reise ausgewählt wurde. Damit wurden nicht etwa Reisen auf veralteten „Seelenverkäufern“ ausgeschlossen, sondern auf zu neuen Booten. Die Zielsetzung der Jury wurde mit folgender Logik verbrämt: Wer seine Reise mit einem Fahrzeug bzw. Fahrzeugtyp plant und durchführt, das nicht ausdrücklich als erprobt und sicher gilt, handelt grob fahrlässig, damit unseemännisch und kann deshalb keinesfalls als herausragender Seemann geehrt werden. Gleiches galt für die Ausrüstung. Damit waren de facto alle Pioniere der technischen Entwicklung im Segelsport von der Preisvergabe ausgeschlossen. Das betraf Reisen, auf denen ein Spinnaker, eine Selbststeueranlage oder elektrisches Navigationsgerät benutzt wurde, Reisen mit Kunststoffbooten, Booten mit geteiltem Lateralplan, sogenannte Kurzkieler, bei denen das Ruder nicht an der Hinterkante des Kiels befestigt ist, und vor allem Reisen mit Mehrrumpfbooten. Ausdruck dieser Einstellung war die Weigerung der Jury 1970, den Preis überhaupt zu vergeben, da der einzige Kandidat sich trotz einer viel beachteten und herausragenden seemännischen Leistung gleich mehrfach disqualifizierte: Er war weiblich (Ingeborg von Heister, die Schwiegermutter von Wilfried Erdmann) und segelte einhand mit einem Trimaran. Die traditionell juryfreundliche Berichterstattung in der Fachpresse (Die Yacht) löste beim Publikum einen regelrechten Glaubenskrieg aus, an dessen Ende als Hauptverlierer das Renommee des Schlimbach-Preises stand.
Viel zu spät und zu halbherzig trat eine Bewertung unter dem Aspekt des technischen Traditionalismus in den Hintergrund und konnte nie glaubwürdig vermittelt werden. Während immer mehr erfolgreiche Reisen nicht den formalen und ideologischen Kriterien der Jury entsprachen, nahm die Bedeutung des Preises in der Öffentlichkeit zusehends ab, da diese sich immer weniger mit den Geehrten und deren Leistungen identifizieren konnte.
Ein besonderes Kapitel stellt der Umgang mit Wilfried Erdmann dar, nachdem 1970 seiner Schwiegermutter bereits der Preis verweigert wurde. Nach seiner Nonstop-Einhand-Weltumseglung weigerte er sich, sein Logbuch vollständig offenzulegen, da er dieses auch als sein persönliches Tagebuch führte. Folglich wurde er von der Vergabe ausgeschlossen. 2000/2001 machte Erdmann eine weitere Nonstop-Einhand-Weltumseglung, diesmal in umgekehrter Richtung gegen die vorherrschende Windrichtung und ist damit der einzige Mensch, der zwei Nonstop-Einhand-Weltumseglungen mit dem gleichen Boot in beide Richtungen vollbrachte. Das diesmal von der Jury an ihn herangetragene Angebot, ihm den Preis zu verleihen, lehnte er ab, da er für sich alles erreicht habe und keine Preise mehr benötige.
Die Verleihung des Kronenkompasses ist seit 2004 ausgesetzt, weil der Kieler Yacht-Club verschwimmende Trennlinien zwischen Sport und Kommerz wahrnimmt und die zunehmende Anzahl der Hochseeregatten als Erschwernis für eine Auswahl des Preisträgers ansieht. Zudem gab es immer weniger hochkarätige Bewerbungen, da das Ansehen des Preises durch die erwähnten umstrittenen Vergabeentscheidungen stark gelitten hatte. Der Kronenkompass steht im sogenannten Silberschatz des Kieler Yacht-Clubs.
Dass die Preisvergabe beendet ist, hat sicher auch den Grund, dass trotz einer Vielzahl von Reisen nach den stiftungswidrigen Kriterien von 1953 bzw. 1996 kaum noch angemessene Kandidaten gefunden werden können und eine Änderung im Sinne des Stifters hin zu einer Auszeichnung der bemerkenswertesten Leistung im deutschen Hochseesegelsport kategorisch abgelehnt wird.
Seit Einstellung der Vergabe des Schlimbach-Preises gelten der „Goldene Kompass“ der Segelkameradschaft „Das Wappen von Bremen“ und der Trans-Ocean-Preis des in Cuxhaven ansässigen Trans-Ocean-Vereins als höchste in Deutschland zu vergebende Auszeichnungen für Hochseesegler.

## Preisträger
- 1953 Rolf Schmidt
- 1954 Rolf Schmidt
- 1955 Klaus Hegewisch
- 1956 Hans Dienst
- 1957 Kurt Fischer
- 1958 Wolfgang Grün
- 1959 Claus Schröder
- 1960 Klaas Hinrich Pflüger
- 1961 Mike Sparenborg
- 1962 Peter Gottwald
- 1963 Heinz A. Krüger
- 1964 Meno Sellschopp
- 1965 Wolfram Aurin
- 1966 Wilhelm Stoess
- 1967 Ernst-Jürgen Koch (Weltumsegelung)
- 1968 Uwe Ernst
- 1969 Erich Koppen
- 1970 keine Vergabe
- 1971 Jens Hinzpeter
- 1972 Ekhart Hahn
- 1973 Götz Schreiber (erster deutscher Yachtsegler um Kap Hoorn)
- 1974 Reinhard Laucht Skipper: Peter von Danzig (1936)
- 1975 Günther Hormann
- 1976 Götz-Anders Nietzsch
- 1977 Werner Wommelsdorf
- 1978 Dieter Markworth
- 1979 Joachim Schult und Joachim Schult (Vater und Sohn)
- 1980 Herbert Gieseking
- 1981 Harm-Hinrich Rotermund
- 1982 Heide und Erich Wilts Verleihung des Ludwig-Schlimbach-Preises 1982
- 1983 Rainer Persch
- 1984 Detlef Martens (Einhand-Weltumseglung)
- 1985 Reimer Böttger (Rund Südamerika)
- 1986 Martin Güldner
- 1987 Sigmund Zander
- 1988 Christian Masilge
- 1989 Dietrich Petersen
- 1990 Gudrun Calligaro (Einhand-Weltumsegelung)
- 1991 Wolfgang Quix
- 1992 Christian Woge
- 1993 Christoph Bauch
- 1994 Dieter Wassermann
- 1995 Rudolf Olma
- 1996 keine Vergabe
- 1997 Hans-Jürgen Trautmann
- 1998 keine Vergabe
- 1999 keine Vergabe
- 2000 Jochen Orgelmann
- 2001 Wolfgang Quix[2]
- Wilfried Erdmann, dem der Preis erstmals nach seiner dritten Weltumsegelung (2000–2001) angedient wurde, lehnte ihn ab.